# 25 Armia (III Rzesza)
25 Armia (niem. 25. Armee) – jedna z niemieckich armii z czasów II wojny światowej. 
Utworzona w listopadzie 1944 roku w Holandii (ze sztabu Dowódcy Wehrmachtu w Holandii i Odcinka Armijnego Narwa. Od kwietnia 1945 roku oznaczana też jako "Twierdza Holandia". Podporządkowana Grupie Armii H. 

## Dowódcy armii
- listopad 1944 - styczeń 1945: generał lotnictwa Friedrich Christiansen
- styczeń - marzec 1945: generał piechoty Günther Blumentritt
- marzec - maj 1945: generał pułkownik Johannes Blaskowitz

## Skład
- 519 pułk łączności
- grudzień 1944: LXXXVIII Korpus Armijny, XXX Korpus Armijny (do zadań specjalnych)
- kwiecień 1945: LXXXVIII Korpus Armijny